# Дуранкулашка балта
Дуранкулашка балта, Блато Балтата или Езеро Балтата е блато на черноморския бряг, източно от село Дуранкулак и северно от Дуранкулашкото езеро.
Площта му е ок. 1-1,2 км². Обрасло е с блатна и водолюбива растителност. При къмпинг „Космос“ е свързано с Орловото блато от запад и със Стаевското блато от север.
В блатото гнездят много птици, някои от които са защитени и изчезващи видове.